# Wilhelm Süss
Wilhelm Süss (ur. 1889, zm. ?) – zbrodniarz nazistowski, członek załogi niemieckiego obozu koncentracyjnego Dachau i SS-Scharführer.
W czasie II wojny światowej pełnił służbę w Mühldorf, podobozie KL Dachau, jako urzędnik administracji. W procesie członków załogi Dachau (US vs. Michael Vogel i inni), który miał miejsce w dniach 8–15 lipca 1947 przed amerykańskim Trybunałem Wojskowym w Dachau Süss skazany został na 15 lat pozbawienia wolności. Jak wykazało postępowanie, oskarżony niejednokrotnie znęcał się nad więźniami. Zamordował również dwóch z nich podczas ewakuacji obozu.